# Clinceni
Clinceni är en kommun i județet Ilfov i södra Rumänien. Kommunen består av tre byar: Clinceni, Olteni och Ordoreanu. Enligt folkräkningen 2002 hade Clinceni 4 938 invånare.
Fotbollsklubben FC Academica Clinceni spelar sina hemmamatcher i Clinceni.